# Youssouf M'Changama
Youssouf M'Changama (Marsiglia, 29 agosto 1990) è un calciatore francese naturalizzato comoriano, centrocampista del Troyes e della nazionale comoriana.

## Biografia
Anche suo fratello Mohamed è un calciatore.

## Caratteristiche tecniche
È un centrocampista centrale.

## Carriera

### Nazionale
Il 9 ottobre 2010 ha esordito con la nazionale comoriana nel match perso 0-1 contro il Mozambico, valido per le qualificazioni alla Coppa d'Africa 2012; è stato convocato per la Coppa delle nazioni africane 2021.
È attualmente il primatista di presenze della nazionale, con 64 partite ufficiali all'attivo.

## Statistiche

### Cronologia presenze e reti in nazionale
| Cronologia completa delle presenze e delle reti in nazionale ― Comore | Cronologia completa delle presenze e delle reti in nazionale ― Comore | Cronologia completa delle presenze e delle reti in nazionale ― Comore | Cronologia completa delle presenze e delle reti in nazionale ― Comore | Cronologia completa delle presenze e delle reti in nazionale ― Comore | Cronologia completa delle presenze e delle reti in nazionale ― Comore | Cronologia completa delle presenze e delle reti in nazionale ― Comore | Cronologia completa delle presenze e delle reti in nazionale ― Comore |
| Data                                                                  | Città                                                                 | In casa                                                               | Risultato                                                             | Ospiti                                                                | Competizione                                                          | Reti                                                                  | Note                                                                  |
| --------------------------------------------------------------------- | --------------------------------------------------------------------- | --------------------------------------------------------------------- | --------------------------------------------------------------------- | --------------------------------------------------------------------- | --------------------------------------------------------------------- | --------------------------------------------------------------------- | --------------------------------------------------------------------- |
| 9-10-2010                                                             | Mitsamiouli                                                           | Comore                                                                | 0 – 1                                                                 | Mozambico                                                             | Qual. Coppa d'Africa 2012                                             | -                                                                     |                                                                       |
| 28-3-2011                                                             | Bamako                                                                | Libia                                                                 | 3 – 0                                                                 | Comore                                                                | Qual. Coppa d'Africa 2012                                             | -                                                                     |                                                                       |
| 5-6-2011                                                              | Mitsamiouli                                                           | Comore                                                                | 1 – 1                                                                 | Libia                                                                 | Qual. Coppa d'Africa 2012                                             | -                                                                     |                                                                       |
| 4-9-2011                                                              | Mitsamiouli                                                           | Comore                                                                | 1 – 1                                                                 | Zambia                                                                | Qual. Coppa d'Africa 2012                                             | -                                                                     |                                                                       |
| 8-10-2011                                                             | Matola                                                                | Mozambico                                                             | 3 – 0                                                                 | Comore                                                                | Qual. Coppa d'Africa 2012                                             | -                                                                     |                                                                       |
| 11-11-2011                                                            | Mitsamiouli                                                           | Comore                                                                | 0 – 1                                                                 | Mozambico                                                             | Qual. Coppa d'Africa 2012                                             | -                                                                     | 83’                                                                   |
| 15-11-2011                                                            | Matola                                                                | Mozambico                                                             | 3 – 0                                                                 | Comore                                                                | Qual. Mondiali 2014                                                   | -                                                                     |                                                                       |
| 5-3-2014                                                              | Martigues                                                             | Burkina Faso                                                          | 1 – 1                                                                 | Comore                                                                | Amichevole                                                            | 1                                                                     |                                                                       |
| 18-5-2014                                                             | Nairobi                                                               | Kenya                                                                 | 1 – 0                                                                 | Comore                                                                | Qual. Coppa d'Africa 2015                                             | -                                                                     |                                                                       |
| 30-5-2014                                                             | Moroni                                                                | Comore                                                                | 1 – 1                                                                 | Kenya                                                                 | Qual. Coppa d'Africa 2015                                             | -                                                                     | 63’                                                                   |
| 13-6-2015                                                             | Ouagadougou                                                           | Burkina Faso                                                          | 2 – 0                                                                 | Comore                                                                | Qual. Coppa d'Africa 2017                                             | -                                                                     |                                                                       |
| 5-9-2015                                                              | Moroni                                                                | Comore                                                                | 0 – 1                                                                 | Uganda                                                                | Qual. Coppa d'Africa 2017                                             | -                                                                     |                                                                       |
| 7-10-2015                                                             | Moroni                                                                | Comore                                                                | 0 – 0                                                                 | Lesotho                                                               | Qual. Mondiali 2018                                                   | -                                                                     |                                                                       |
| 13-10-2015                                                            | Maseru                                                                | Lesotho                                                               | 1 – 1                                                                 | Comore                                                                | Qual. Mondiali 2018                                                   | -                                                                     |                                                                       |
| 13-11-2015                                                            | Moroni                                                                | Comore                                                                | 0 – 0                                                                 | Ghana                                                                 | Qual. Mondiali 2018                                                   | -                                                                     | 69’                                                                   |
| 24-3-2016                                                             | Mitsamiouli                                                           | Comore                                                                | 1 – 0                                                                 | Botswana                                                              | Qual. Coppa d'Africa 2017                                             | -                                                                     |                                                                       |
| 27-3-2016                                                             | Francistown                                                           | Botswana                                                              | 2 – 1                                                                 | Comore                                                                | Qual. Coppa d'Africa 2017                                             | 1                                                                     |                                                                       |
| 4-9-2016                                                              | Kampala                                                               | Uganda                                                                | 1 – 0                                                                 | Comore                                                                | Qual. Coppa d'Africa 2017                                             | -                                                                     |                                                                       |
| 11-11-2016                                                            | Tunisi                                                                | Togo                                                                  | 2 – 2                                                                 | Comore                                                                | Amichevole                                                            | -                                                                     | 88’                                                                   |
| 15-11-2016                                                            | Tunisi                                                                | Gabon                                                                 | 1 – 1                                                                 | Comore                                                                | Amichevole                                                            | -                                                                     | 70’                                                                   |
| 28-3-2017                                                             | Belle Vue Maurel                                                      | Mauritius                                                             | 1 – 1                                                                 | Comore                                                                | Qual. Coppa d'Africa 2019                                             | -                                                                     | 75’                                                                   |
| 4-6-2017                                                              | Marsiglia                                                             | Togo                                                                  | 2 – 0                                                                 | Comore                                                                | Amichevole                                                            | -                                                                     |                                                                       |
| 10-6-2017                                                             | Lilongwe                                                              | Malawi                                                                | 1 – 0                                                                 | Comore                                                                | Qual. Coppa d'Africa 2019                                             | -                                                                     | 62’                                                                   |
| 6-10-2017                                                             | La Marsa                                                              | Mauritania                                                            | 0 – 1                                                                 | Comore                                                                | Amichevole                                                            | 1                                                                     |                                                                       |
| 11-11-2017                                                            | Saint-Leu-la-Forêt                                                    | Comore                                                                | 1 – 1                                                                 | Madagascar                                                            | Amichevole                                                            | 1                                                                     |                                                                       |
| 24-3-2018                                                             | Marrakech                                                             | Kenya                                                                 | 2 – 2                                                                 | Comore                                                                | Amichevole                                                            | 1                                                                     |                                                                       |
| 8-9-2018                                                              | Mitsamiouli                                                           | Comore                                                                | 1 – 1                                                                 | Camerun                                                               | Qual. Coppa d'Africa 2019                                             | -                                                                     |                                                                       |
| 13-10-2018                                                            | Casablanca                                                            | Marocco                                                               | 1 – 0                                                                 | Comore                                                                | Qual. Coppa d'Africa 2019                                             | -                                                                     | 71’                                                                   |
| 16-10-2018                                                            | Mitsamiouli                                                           | Comore                                                                | 2 – 2                                                                 | Marocco                                                               | Qual. Coppa d'Africa 2019                                             | -                                                                     | 81’                                                                   |
| 17-11-2018                                                            | Moroni                                                                | Comore                                                                | 2 – 1                                                                 | Malawi                                                                | Qual. Coppa d'Africa 2019                                             | -                                                                     |                                                                       |
| 23-3-2019                                                             | Yaoundé                                                               | Camerun                                                               | 3 – 0                                                                 | Comore                                                                | Qual. Coppa d'Africa 2019                                             | -                                                                     |                                                                       |
| 7-6-2019                                                              | Boulogne-sur-Mer                                                      | Costa d'Avorio                                                        | 3 – 1                                                                 | Comore                                                                | Amichevole                                                            | 1                                                                     |                                                                       |
| 6-9-2019                                                              | Moroni                                                                | Comore                                                                | 1 – 1                                                                 | Togo                                                                  | Qual. Mondiali 2022                                                   | -                                                                     | 60’                                                                   |
| 10-9-2019                                                             | Lomé                                                                  | Togo                                                                  | 2 – 0                                                                 | Comore                                                                | Qual. Mondiali 2022                                                   | -                                                                     |                                                                       |
| 12-10-2019                                                            | Conakry                                                               | Guinea                                                                | 0 – 1                                                                 | Comore                                                                | Amichevole                                                            | -                                                                     |                                                                       |
| 14-11-2019                                                            | Lomé                                                                  | Togo                                                                  | 0 – 1                                                                 | Comore                                                                | Qual. Coppa d'Africa 2021                                             | -                                                                     |                                                                       |
| 18-11-2019                                                            | Moroni                                                                | Comore                                                                | 0 – 0                                                                 | Egitto                                                                | Qual. Coppa d'Africa 2021                                             | -                                                                     |                                                                       |
| 11-10-2020                                                            | Tunisi                                                                | Comore                                                                | 2 – 1                                                                 | Libia                                                                 | Amichevole                                                            | 1                                                                     |                                                                       |
| 11-11-2020                                                            | Nairobi                                                               | Kenya                                                                 | 1 – 1                                                                 | Comore                                                                | Qual. Coppa d'Africa 2021                                             | 1                                                                     | 10’, 41’                                                              |
| 25-3-2021                                                             | Iconi                                                                 | Comore                                                                | 0 – 0                                                                 | Togo                                                                  | Qual. Coppa d'Africa 2021                                             | -                                                                     |                                                                       |
| 29-3-2021                                                             | Il Cairo                                                              | Egitto                                                                | 4 – 0                                                                 | Comore                                                                | Qual. Coppa d'Africa 2021                                             | -                                                                     |                                                                       |
| 1-9-2021                                                              | Iconi                                                                 | Comore                                                                | 7 – 1                                                                 | Seychelles                                                            | Amichevole                                                            | -                                                                     | 65’                                                                   |
| 7-9-2021                                                              | Iconi                                                                 | Comore                                                                | 1 – 0                                                                 | Burundi                                                               | Amichevole                                                            | 1                                                                     | 57’                                                                   |
| 13-11-2021                                                            | Sapanca                                                               | Comore                                                                | 2 – 0                                                                 | Sierra Leone                                                          | Amichevole                                                            | -                                                                     |                                                                       |
| 31-12-2021                                                            | Gedda                                                                 | Malawi                                                                | 2 – 1                                                                 | Comore                                                                | Amichevole                                                            | -                                                                     |                                                                       |
| 10-1-2022                                                             | Yaoundé                                                               | Comore                                                                | 0 – 1                                                                 | Gabon                                                                 | Coppa d'Africa 2021 - 1º turno                                        | -                                                                     |                                                                       |
| 14-1-2022                                                             | Yaoundé                                                               | Marocco                                                               | 2 – 0                                                                 | Comore                                                                | Coppa d'Africa 2021 - 1º turno                                        | -                                                                     | 18’                                                                   |
| 18-1-2022                                                             | Garoua                                                                | Ghana                                                                 | 2 – 3                                                                 | Comore                                                                | Coppa d'Africa 2021 - 1º turno                                        | -                                                                     |                                                                       |
| 24-1-2022                                                             | Yaoundé                                                               | Camerun                                                               | 2 – 1                                                                 | Comore                                                                | Coppa d'Africa 2021 - Ottavi di finale                                | 1                                                                     |                                                                       |
| 25-3-2022                                                             | Iconi                                                                 | Comore                                                                | 2 – 1                                                                 | Etiopia                                                               | Amichevole                                                            | -                                                                     | 90’                                                                   |
| 3-6-2022                                                              | Iconi                                                                 | Comore                                                                | 2 – 0                                                                 | Lesotho                                                               | Qual. Coppa d'Africa 2023                                             | 1                                                                     | 86’                                                                   |
| 7-6-2022                                                              | Lusaka                                                                | Zambia                                                                | 2 – 1                                                                 | Comore                                                                | Qual. Coppa d'Africa 2023                                             | -                                                                     |                                                                       |
| 22-9-2022                                                             | Croissy-sur-Seine                                                     | Comore                                                                | 0 – 1                                                                 | Tunisia                                                               | Amichevole                                                            | -                                                                     | 81’                                                                   |
| 27-9-2022                                                             | Casablanca                                                            | Burkina Faso                                                          | 2 – 1                                                                 | Comore                                                                | Amichevole                                                            | -                                                                     |                                                                       |
| 24-3-2023                                                             | Bouaké                                                                | Costa d'Avorio                                                        | 3 – 1                                                                 | Comore                                                                | Qual. Coppa d'Africa 2023                                             | -                                                                     | Cap. 86’                                                              |
| 28-3-2023                                                             | Moroni                                                                | Comore                                                                | 0 – 2                                                                 | Costa d'Avorio                                                        | Qual. Coppa d'Africa 2023                                             | -                                                                     | Cap.                                                                  |
| 17-6-2023                                                             | Johannesburg                                                          | Lesotho                                                               | 0 – 1                                                                 | Comore                                                                | Qual. Coppa d'Africa 2023                                             | 1                                                                     | Cap.                                                                  |
| 17-11-2023                                                            | Iconi                                                                 | Comore                                                                | 4 – 2                                                                 | Rep. Centrafricana                                                    | Qual. Mondiali 2026                                                   | -                                                                     |                                                                       |
| 21-11-2023                                                            | Iconi                                                                 | Comore                                                                | 1 – 0                                                                 | Ghana                                                                 | Qual. Mondiali 2026                                                   | -                                                                     | Cap.                                                                  |
| 22-3-2024                                                             | Marrakech                                                             | Comore                                                                | 4 – 0                                                                 | Uganda                                                                | Amichevole                                                            | -                                                                     | 78’                                                                   |
| 25-3-2024                                                             | Marrakech                                                             | Comore                                                                | 0 – 0                                                                 | Angola                                                                | Amichevole                                                            | -                                                                     |                                                                       |
| 7-6-2024                                                              | Soweto                                                                | Madagascar                                                            | 2 – 1                                                                 | Comore                                                                | Qual. Mondiali 2026                                                   | -                                                                     | Cap.                                                                  |
| 11-6-2024                                                             | Oujda                                                                 | Ciad                                                                  | 0 – 2                                                                 | Comore                                                                | Qual. Mondiali 2026                                                   | -                                                                     | Cap.                                                                  |
| 4-9-2024                                                              | El Jadida                                                             | Comore                                                                | 1 – 1                                                                 | Gambia                                                                | Qual. Coppa d'Africa 2025                                             | 1                                                                     | Cap. 77’                                                              |
| 9-9-2024                                                              | Radès                                                                 | Madagascar                                                            | 1 – 1                                                                 | Comore                                                                | Qual. Coppa d'Africa 2025                                             | 1                                                                     | Cap.                                                                  |
| 15-11-2024                                                            | Berkane                                                               | Gambia                                                                | 1 – 2                                                                 | Comore                                                                | Qual. Coppa d'Africa 2025                                             | -                                                                     | Cap. 40’ 81’                                                          |
| 18-11-2024                                                            | Al Hoceima                                                            | Comore                                                                | 1 – 0                                                                 | Madagascar                                                            | Qual. Coppa d'Africa 2025                                             | -                                                                     | 46’                                                                   |
| 25-3-2025                                                             | Berkane                                                               | Comore                                                                | 1 – 0                                                                 | Ciad                                                                  | Qual. Mondiali 2026                                                   | -                                                                     | 68’                                                                   |
| Totale                                                                |                                                                       | Presenze (1º posto)                                                   | 68                                                                    |                                                                       | Reti                                                                  | 14                                                                    |                                                                       |